# السينما في أوكرانيا
كان لأوكرانيا تأثير كبير على تاريخ السينما فنجد من بين المخرجين الأوكرانيين البارزين ألكسندر دوفجنكو ودزيجا فيرتوف وسيرغي بارادجانوف. غالبًا ما يُشار إلى دوفجنكو بأنه من أهم صانعي الأفلام السوفييتية  ، فضلاً عن كونه رائدًا في فكرة المونتاج السوفيتي [الإنجليزية] ومؤسس استوديوهات دوفجينكو السينمائية. بالإضافة لفيرتوف الذي انتقل عام 1927 من موسكو إلى أوكرانيا، في استوديو أفلام VUFKU (إدارة سينما الصور الأوكرانية بالكامل)، حيث قام بصنع العديد من الأفلام الوثائقية الرائدة، من بينها فيلم "السنة الحادية عشر" و" رجل بكاميرا التصوير السينمائي" وأول فيلم وثائقي صوتي أوكراني " الحماس" . كان بارادجانوف مخرجًا وفنانًا أرمنيًا قدم مساهمات كبيرة في السينما الأوكرانية والأرمنية والجورجية ؛ اخترع أسلوبه السينمائي الخاص، وأظهر السينما الشعرية الأوكرانية،  والتي كانت بعيدة كل البعد عن المبادئ التوجيهية للواقعية الاشتراكية. ومن بين المخرجين المهمين الآخرين كيرا موراتوفا، لاريسا شيبيتكو، سيرهي بوندارتشوك، ليونيد بيكوف، يوري إلينكو، ليونيد أوسيكا، فياتشيسلاف كريشتوفوفيتش، رومان بالايان، سيرجي ماسلوبويشيكوف، إيهور بودولتشاك ومارينا فرودا حقق العديد من الممثلين الأوكرانيين شهرة دولية ونجاحًا كبيرًا، بما في ذلك فيرا خولودنا، بوهدان ستوبكا، سيرجي ماكوفيتسكي، مايك مازوركي، ناتالي وود، داني كاي، جاك بالانس، ميلا جوفوفيتش، أولغا كوريلينكو وميلا كونيس. المهاجرون من أوكرانيا هم والدا سيرج غينسبورغ وليونارد نيموي وفيرا فارميجا وتايسا فارميجا والأجداد ستيفن سبيلبرغ وداستن هوفمان وسيلفستر ستالون وكيرك دوغلاس وليوناردو دي كابريو وينونا رايدر وووبي غولدبرغ وإدوارد دميتريك وليني كرافيتز، المخادع ديفيد كوبرفيلد، رسام الرسوم المتحركة بيل تيتلا.
على الرغم من الإنتاج الأوكراني المهم والنجاح الذي وصلت إليه، إلا أنها عانت من جدال دائم حول هويتها ومستوى النفوذ الذي تستطيع بلوغه على المستوى الروسي والأوربي. ينشط المنتجون الأوكرانيون أيضًا في الإنتاج الدولي المشترك، ويظهر طاقم عمل وممثلون ومخرجون أوكرانيون في الأفلام الروسية (والسوفيتية سابقاً)، وقد استوحيت عدة أفلام ناجحة من أشخاص أو قصص أو أحداث أوكرانية، بما في ذلك فيلم المدمرة بوتمكين ورجل بكاميرا التصوير السينمائي، وكل شيء مضاء.
تملك الوكالة الحكومية الأوكرانية للأفلام مركز ألكسندر دوفنجكو للأفلام، ومختبر لنسخ الأفلام وأرشيف سينمائي، وتشارك باستضافة مهرجان أوديسا السينمائي الدولي، ومهرجان مولوديست في كييف، وهو مهرجان الفيلم الدولي الوحيد المعتمد من مهرجانات الأفلام الدولية التي تقام في أوكرانيا. يقسم مهرجان مولوديست الأفلام إلى قسم أفلام الطلاب، وأول فيلم قصير، وأول فيلم روائي كامل من جميع أنحاء العالم وينعقد في أكتوبر كل عام.

## تاريخ السينما في أوكرانيا

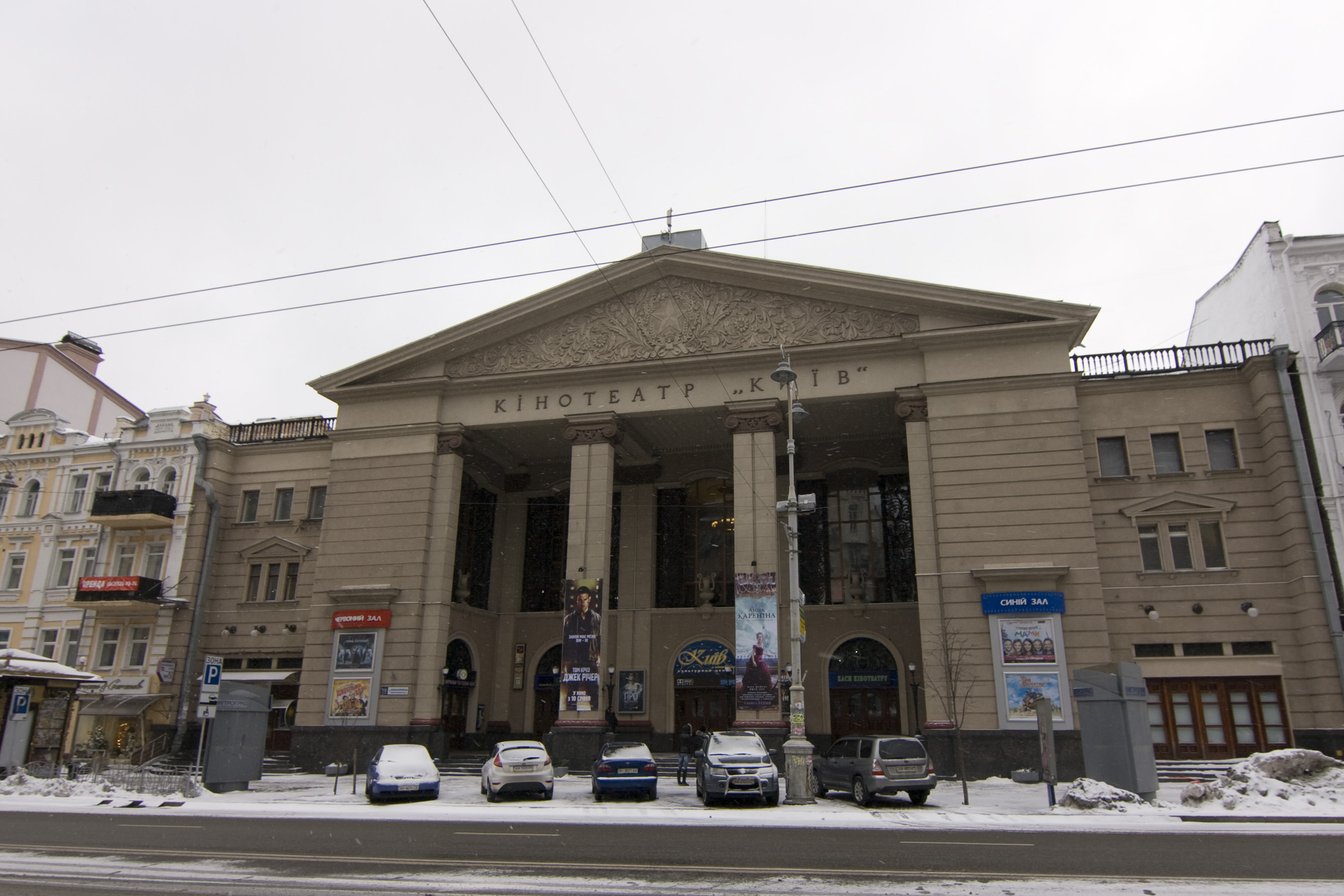
مسرح سينما كييف.

يوجد متحف السينما في منطقة استوديو أوديسا للأفلام، حيث يمكنك التعرف على العديد من المعلومات عن تاريخ السينما بشكل عام والأوكرانية بشكل خاص، ويمكنك رؤية العديد من القطع التاريخية التي كانت تستخدم في السينما منذ اختراع السينما إلى ما بعد الحداثة والرقمنة.

### أفلام من جمهورية أوكرانيا الاشتراكية السوفيتية عن طريق بيع التذاكر
| العنوان الأوكراني         | العنوان باللغة العربية              | سنة  | التذاكر المباعة (بالملايين) |
| ------------------------- | ----------------------------------- | ---- | --------------------------- |
| НП - Надзвичайна пригода  | حادث غير عادي                       | 1959 | 47.5                        |
| бй ідуть лише «старі»     | فقط كبار السن من يذهبون إلى المعركة | 1973 | 44.3                        |
| Вдалечінь від батьківщини | بعيدًا عن الوطن                      | 1960 | 42.0                        |
| Доля Марини               | مصير مارينا                         | 1954 | 37.9                        |
| Подвиг розвідника         | عميل سري                            | 1947 | 22.73                       |

## الجهات الحكومية والأهلية المعنية بالسينما
تدار السينما الأوكرانية اليوم من وزارة الثقافة في أوكرانيا ورابطة الأوكرانية من السينمائيين.

## استيديوهات الافلام
العام (ملك الدولة)

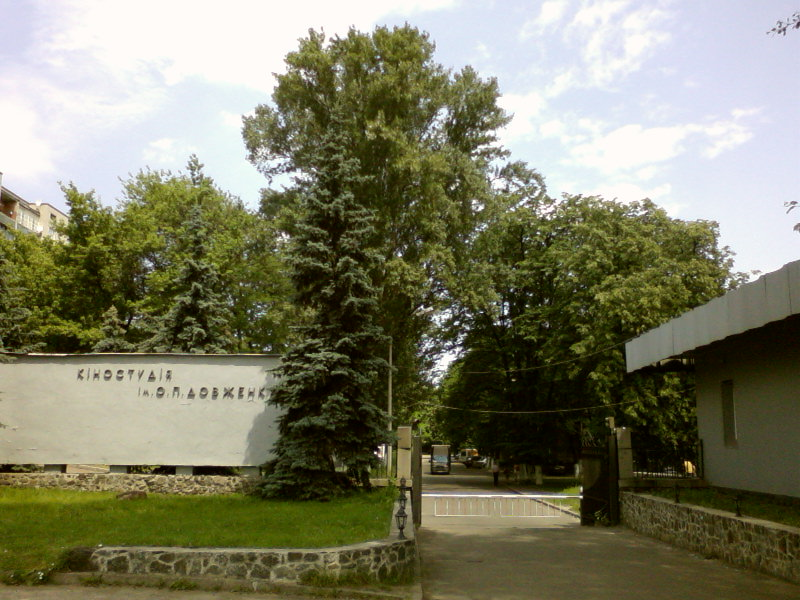
المدخل المركزي لاستوديوهات دوفجينكو السينمائية.

- استوديوهات دوفجينكو السينمائية (كييف)
- كييفناوكفِلم (كييف)
- السينما الوطنية الأوكرانية (كانت سابقاً جزءاً كييفناوكفيلم) (كييف)
- أوديسا فِلم ستوديو (أوديسا)
- أوكرانيمافِلم (جزء سابق من Kyivnaukfilm) (كييف)
- أوكريتِفِلم (كييف)
- استوديو فِلم يالطا [8] (يالطا)

ملك خاص
- أنماغراد (كييف)
- أنوار لخدمة الأفلام
- فيلم. UA [9] (كييف)
- إنتاج جديد
- استوديو فلم هاليشينا فلم (لفيف)
- استوديو إنتاج إنترفِلم
- كينوفابريكا
- الأفلام المرتبطة
- استوديو أوديسا للرسوم المتحركة (أوديسا)
- سباق الجائزة الكبرى بنما (كييف)
- فيلم باتريوت
- فيلم برونتو (كييف)
- ستار ميديا
- استوديو فيلم يالطا [10] (يالطا)

## توزيع الأفلام
تعد شركة (B&H Film Distribution Company) الشركة الأساسية لتوزيع الأفلام الأوكرانية، وهي الموزع المحلي لأفلام والت ديزني، يونيفرسال بيكتشرز، باراماونت بيكتشرز، سوني بيكتشرز (كولومبيا بيكتشرز). وهناك شركة توزيع الأفلام الأوكرانية التي كانت تعرف سابقا باسم Gemini Ukraine التي تعد الموزع المحلي لأفلام فوكس من القرن العشرين منها فوكس سيرش لايت بيكتشرز واستديوهات بلو سكاي. شركة كينومانيا هي الموزع المحلي الأوكراني لأفلام وارنر برذرز (نيو لاين سينما). وغالبا ما توزع جوائز الأفلام وأفضل فيلم قصير من شركة أرت هاوس ترافيك. وأصبح موقع مؤسسة صناعة الأفلام الأوكرانية أحدث قاعدة بيانات لمواقع الويب للفنانين الأوكرانيين.

## المهرجانات

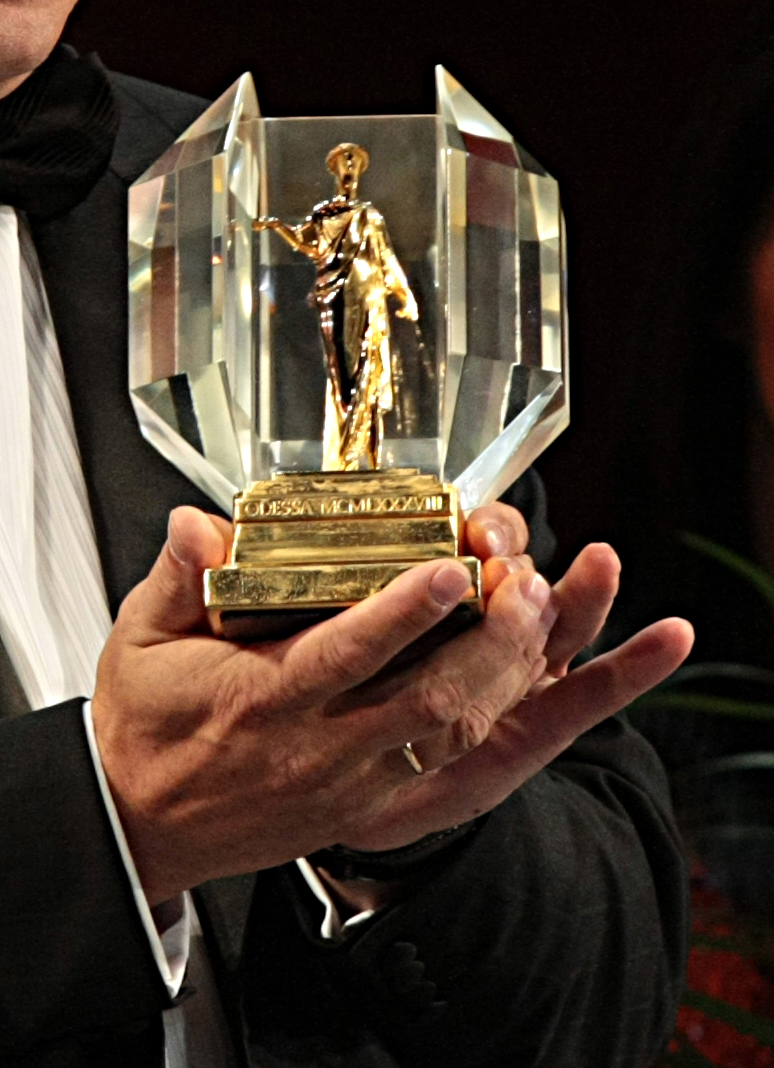
الجائزة الكبرى لمهرجان أوديسا السينمائي

- مولوديست ، [13] مهرجان كييف السينمائي الدولي، الذي أقيم في كييف (1970-)
- مهرجان كييف السينمائي الدولي ، [14] الذي عقد في كييف (2009-)
- مهرجان كييف الدولي للأفلام القصيرة، [15] الذي عقد في كييف (2012-).
- كينوليف ، الذي عقد في لفيف (2006-)
- مهرجان أوديسا السينمائي الدولي ، [16] الذي أقيم في أوديسا (2010-)
- مهرجان أفلام الرسوم المتحركة «كروك» ، [17] (1987) نظمته الرابطة الأوكرانية للسينمائيين ويقام في أوكرانيا وروسيا
- بوكروف ، [18] المهرجان الدولي للسينما المسيحية الأرثوذكسية، الذي عقد في كييف (2003-).
- Vidkryta Nich (ليلة مفتوحة) ، [19] مهرجان الأفلام الأوكرانية القصيرة الأولى، الذي عقد في كييف (1997-)
- مهرجان خاركيف سيرين السينمائي ، [20] المهرجان الدولي للأفلام الروائية القصيرة، الذي عقد في خاركيف (2008-)
- ويز-آرت ، [21] المهرجان الدولي للأفلام القصيرة، الذي عقد في لفيف (2008-).
- مهرجان VAU-Fest ، [22] المهرجان الدولي لفنون الفيديو والأفلام القصيرة، الذي أقيم في مدينة أوكرانكا في إقليم كييف (2010-)
- Kinofront ، [23] مهرجان Z والأفلام المستقلة الأوكرانية (2008-)
- Docudays UA ، [24] مهرجان الفيلم الوثائقي الدولي لحقوق الإنسان، الذي عقد في كييف مع برنامج السفر في جميع أنحاء أوكرانيا (2003-)
- الاتصال ، المهرجان الدولي للفيلم الوثائقي، الذي عقد في كييف (2005-2007)
- مهرجان بيرديانسك السينمائي الدولي "Golden Brigantine" ، [25] مهرجان للسينما صنع في كومنولث الدول المستقلة ودول البلطيق، الذي عقد في مدينة بيرديانسك (2011)
- مهرجان إيربين السينمائي ، [26] المهرجان الدولي غير التجاري للسينما البديلة، الذي عقد في مدينة إيربين (2003).
- Golden Pektorale ، [27] مهرجان Truskavets السينمائي الدولي، الذي عقد في مدينة Truskavets
- تاج الكاربات ، [28] مهرجان Truskavets السينمائي الدولي الآخر الذي أقيم في مدينة تروسكافيتس
- ليالي البكم ، أوديسا، مهرجان الفيلم الصامت الدولي الذي يقام في أوديسا في الأسبوع الثالث في يونيو.
- Kino-Yalta ، مهرجان سينما المنتجين [29] (2003) تم تنظيمه بالاشتراك مع الحكومة الروسية
- ستوزاري ، [30] عقد في كييف (1995-2005)
- مهرجان سيباستوبول السينمائي الدولي ، [31] أقيم في سيفاستوبول، القرم (2005-2009، 2011)

## الجوائز

### الجوائز الحالية
- جائزة شيفتشينكو الوطنية للفنون المسرحية
- جائزة الدولة Dovzhenko لأوكرانيا
- الغزلان السكيثية، الجائزة الرئيسية لمهرجان التصوير السينمائي الدولي للطلاب مولوديست [32]
- الدوق الذهبي ، الجائزة الرئيسية لمهرجان أوديسا السينمائي الدولي (OIFF) [33]
- الارنب المشمس من مهرجان التصوير السينمائي الطلابي الدولي مولوديست
- بانوراما الأوكرانية لمهرجان التصوير السينمائي الطلابي الدولي مولوديست

في عام 1987، فاز المهندس ورسام الرسوم المتحركة الأوكراني يوجين ماموت مع ثلاثة من زملائه بجائزة الأوسكار (جائزة علمية وهندسية) لتصميم وتطوير طابعة بصرية مؤثرات خاصة RGA / Oxberry Compu-Quad لفيلم «Predator». وفي عام 2006، حصل المهندس والمخترع الأوكراني أناتولي كوكوش على جائزتي أوسكار لمفهوم وتطوير رافعة الكاميرا الجيروسكوبية ذات الذراع الأوكرانية ورئيس الرحلة.

### الجوائز السابقة
- الدوق الذهبي هي أعلى جائزة تُمنح في مهرجان الفيلم الدولي Golden Duke ، أوديسا.
- جائزة لينين كومسومول لجمهورية أوكرانيا الاشتراكية السوفياتية

## ممثلين

### ممثلين في أوكرانيا
- بوهدان كوزاك (27 نوفمبر 1940)
- إيفان ميكولايتشوك (15 يونيو 1941-3 أغسطس 1987)
- بوهدان ستوبكا (27 أغسطس 1941-22 يوليو 2012)
- رايسا نيداشكيفسكا (17 فبراير 1943)
- Mykhailo Holubovych (27 نوفمبر 1940)
- إيفان هافريليوك (25 أكتوبر 1948)
- سيرهي رومانيوك (21 يوليو 1953)
- بوهدان بنيوك (26 مايو 1957)
- رسلانا بيسانكا (17 نوفمبر 1965)
- تايسيا بوفالي (10 ديسمبر 1965)

### ممثلين أوكرانيين خارج أوكرانيا
- فيرا خلودنا (1893-1919)
- جريجوري هلادي (4 ديسمبر 1954)
- ديفيد فاديم (28 مارس 1972)
- يوجين هوتز (6 سبتمبر 1972)
- أوليغ بروديوس (27 أبريل 1972)
- فيرا فارميجا (6 أغسطس 1973)
- ميلا جوفوفيتش (17 ديسمبر 1975)
- كاثرين وينيك (17 ديسمبر 1977)
- أولغا كوريلينكو (14 نوفمبر 1979)
- ميلا كونيس (14 أغسطس 1983)
- لاريسا بوزنياك (30 مايو 1985)

## المخرجين

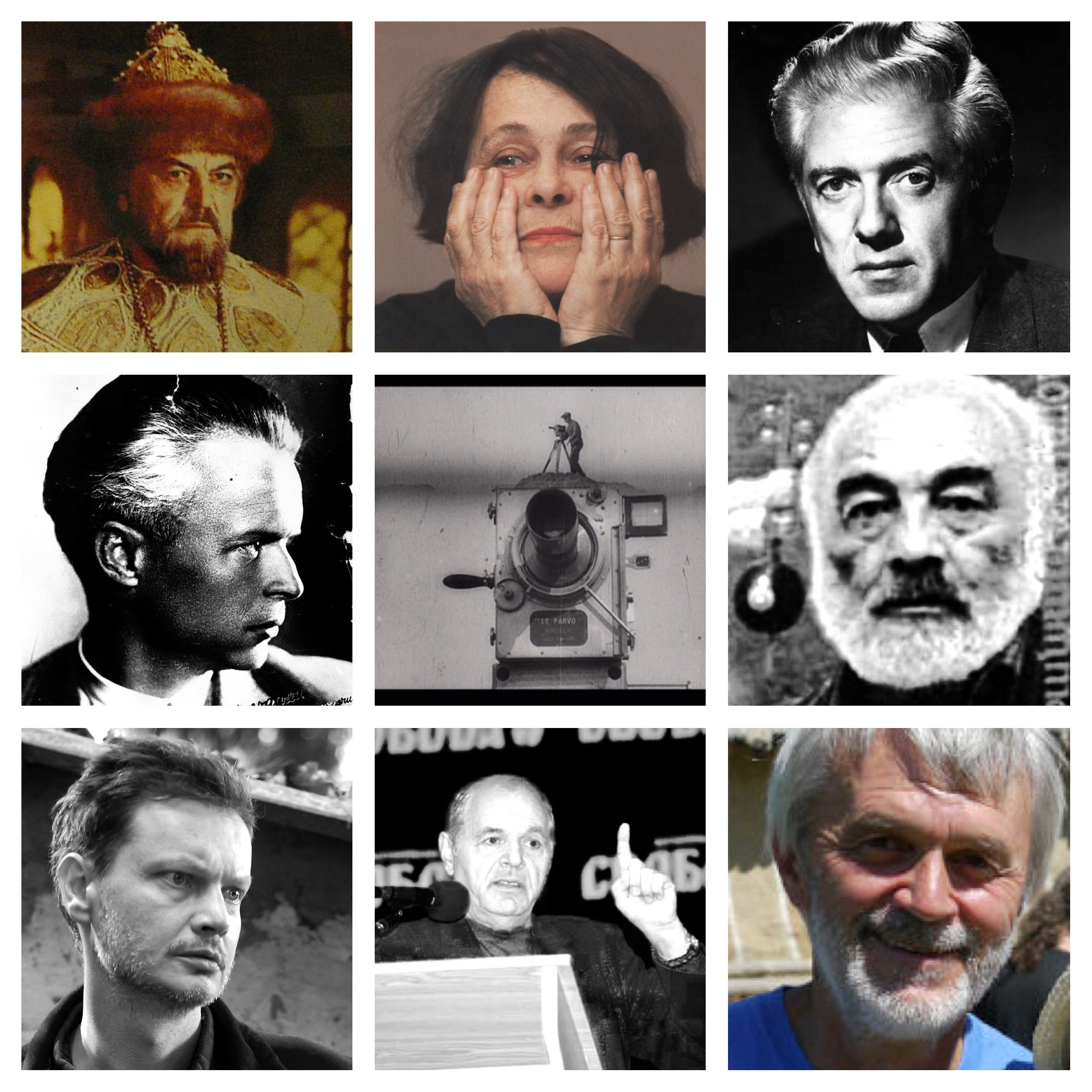
سيرهي بوندارتشوك ، كيرا موراتوفا ، أناتول ليتفاك ، ألكسندر دوفجينكو ، دزيجا فيرتوف ، سيرجي باراجانوف ، إيهور بودولتشاك ، يوري إلينكو ، ميخايلو إلينكو

### مخرجين في أوكرانيا
- بوهدان كوزاك (27 نوفمبر 1940)
- إيفان ميكولايتشوك (15 يونيو 1941-3 أغسطس 1987)
- بوهدان ستوبكا (27 أغسطس 1941-22 يوليو 2012)
- رايسا نيداشكيفسكا (17 فبراير 1943)
- ميخائيل هولوبوفيتش (27 نوفمبر 1940)
- إيفان هافريليوك (25 أكتوبر 1948)
- سيرهي رومانيوك (21 يوليو 1953)
- بوهدان بنيوك (26 مايو 1957)
- رسلانا بيسانكا (17 نوفمبر 1965)
- تايسيا بوفالي (10 ديسمبر 1965)

### مخرجين ليسوا من أصول أوكرانية
- دزيجا فيرتوف (2 يناير 1896 - 12 فبراير 1954)
- أناتول ليتفاك (10 مايو 1902-15 ديسمبر 1974)
- سيرجي بوندارتشوك (25 سبتمبر 1920-20 أكتوبر 1994)
- غريغوري تشوكراي (23 مايو 1921-28 أكتوبر 2001)
- سيرجي باراجانوف (9 يناير 1924-20 يوليو 1990)
- ليونيد بيكوف (12 ديسمبر 1928-11 أبريل 1979)
- كيرا موراتوفا (5 نوفمبر 1934)
- لاريسا شيبيتكو (6 يناير 1938 - 2 يونيو 1979)
- رومان باليان (15 أبريل 1941)
- سيرجي لوزنيتسا (5 سبتمبر 1964)